# Рантанен, Микко
Ми́кко Ра́нтанен (фин. Mikko Rantanen; род. 29 октября 1996, Ноусиайнен, Турку-Пори) — финский хоккеист, нападающий клуба НХЛ  «Даллас Старз». Игрок сборной Финляндии по хоккею с шайбой. Обладатель Кубка Стэнли 2022 года.

## Биография

### Клубная карьера

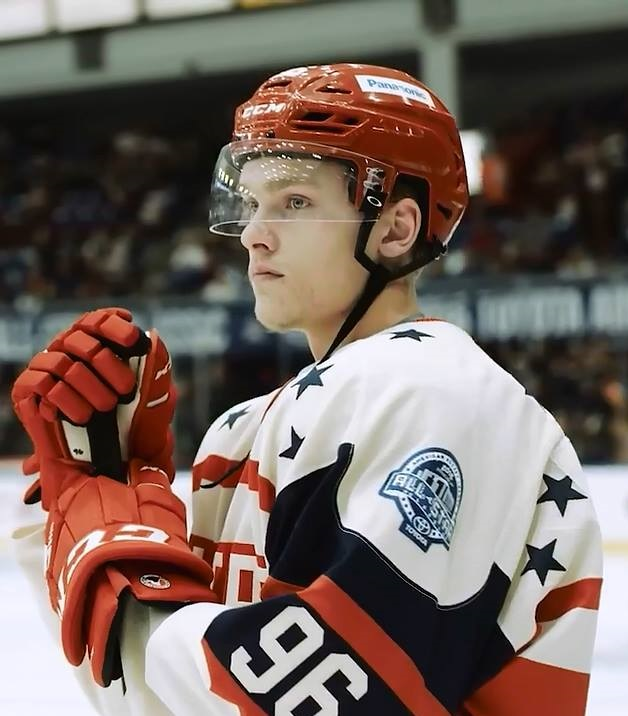
2016 год

Воспитанник хоккейного клуба ТПС, за который играл более четырёх сезонов, включая молодёжную команду. 

#### Колорадо Эвеланш
На драфте НХЛ 2015 года был выбран клубом «Колорадо Эвеланш». 13 июля 2015 года подписал с «Эвеланш» трёхлетний контракт новичка. Дебютировал в НХЛ 8 октября в матче с «Миннесотой Уайлд», которую «Эвеланш» проиграли со счётом 5:4. При этом большую часть того сезона он играл за фарм-клуб «Сан-Антонио Рэмпейдж», где с 60 очками стал лучшим бомбардиром команды по итогам сезона.
8 февраля 2017 года в матче с «Монреаль Канадиенс» оформил первый хет-трик в карьере, а «Эвеланш» выиграли матч со счётом 4:0.
28 сентября 2019 года подписал с командой новый шестилетний контракт.
В сезоне 2021/22 набрал 92 очка (36+56) в 75 матчах при показателе полезности +35. В плей-офф набрал 25 очков (5+20) в 20 матчах и помог «Эвеланш» выиграть Кубок Стэнли. Рантанен занял 5-е место по набранным очкам в плей-офф и 4-е место по передачам.
В сезоне 2022/23 набрал 105 очков (55+50) в 82 матчах. Рантанен занял третье место в списке лучших снайперов после Коннора Макдэвида из «Ойлерз» (64) и Давида Пастрняка из «Брюинз» (61). За сезон Рантанен сделал три хет-трика — в ворота «Коламбус Блю Джекетс» (4 ноября 2022), «Сент-Луис Блюз» (11 декабря 2022) и «Сан-Хосе Шаркс» (6 апреля 2023). По набранным очкам занял 8-е место в НХЛ.

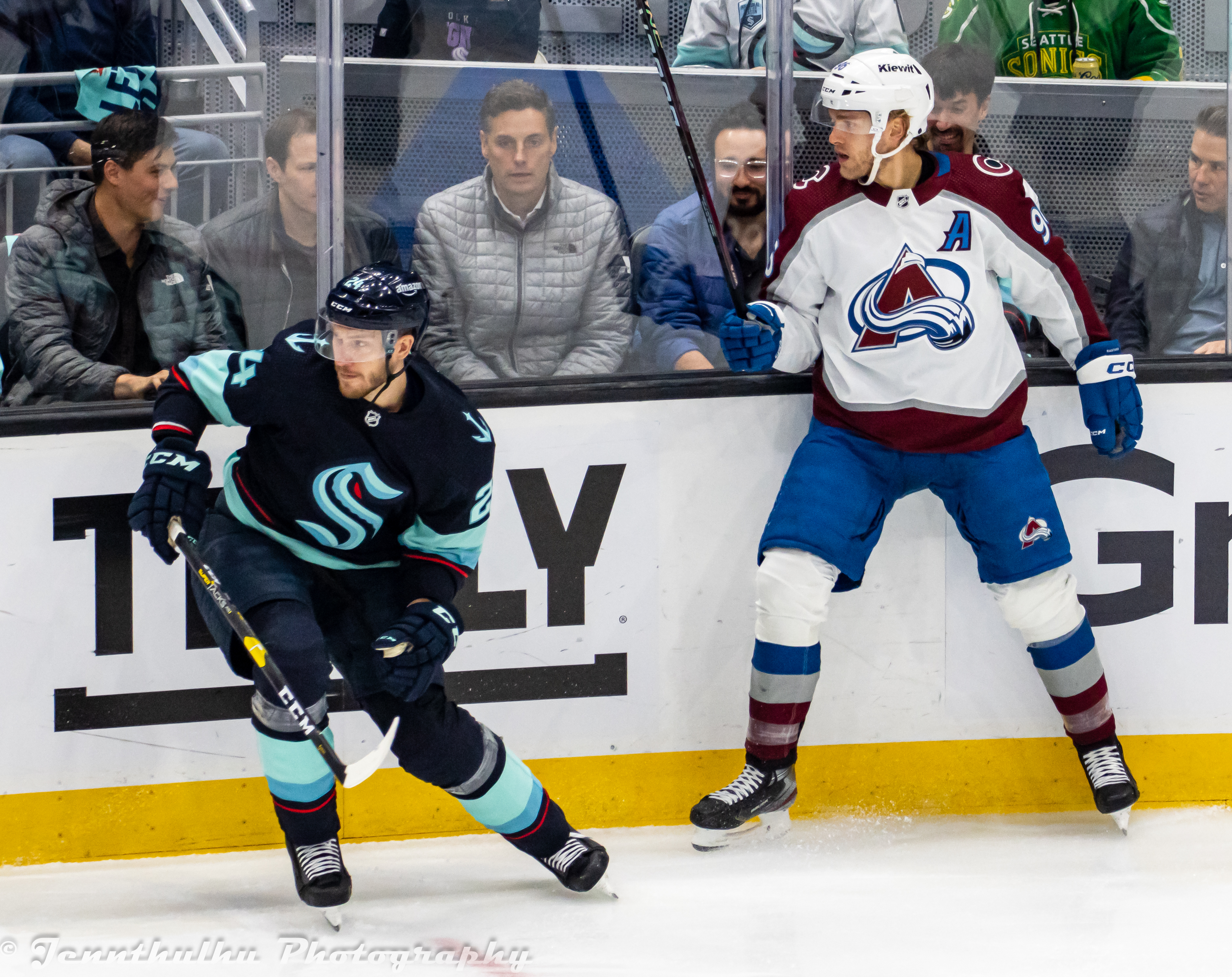
Рантанен (справа) в составе «Эвеланш» в 2023 году

В сезоне 2023/24 набрал 104 очка (42+62) в 80 матчах и вновь занял 8-е место в списке лучших бомбардиров сезона. В плей-офф набрал 14 очков (4+10) в 11 матчах, «Эвеланш» уступили во втором раунде «Далласу» (2-4). 15 мая 2024 года набрал своё 100-е очко в плей-офф, проведя 80 матчей.
9 октября 2024 года в первом матче сезона 2024/25 сделал хет-трик в ворота «Вегаса» (4:8). 13 ноября 2024 года набрал 4 очка (3+1) в игре против «Лос-Анджелеса» (4:2). 10 декабря 2024 года набрал 5 очков (3+2) в игре против «Питтсбурга» (6:2). Это была 600-я игра и 10-й хет-трик Рантанена в НХЛ.

#### Каролина Харрикейнз
24 января 2025 года Рантанен, контракт которого заканчивается после сезона 2024/25, был обменян в рамках трёхстороннего обмена в «Чикаго Блэкхокс», оттуда с удержанием 50 % зарплаты вместе с Тэйлором Холлом и Нильсом Юнтропом в «Каролину Харрикейнз» на лидера «Харрикейнз» Мартина Нечаса и Джека Друри. «Чикаго» также получил выбор в третьем раунде драфта 2025 года от «Каролины». Всего в сезоне 2024/25 сыграл за «Колорадо» 49 матчей и набрал 64 очка (25+39) при показателе полезности +12. Всего за карьеру сыграл за «Эвеланш» 619 матчей и набрал 681 очко (287+394) при показателе полезности +90. В плей-офф сыграл 81 матч и набрал 101 очко (34+67) при показателе полезности +20.
25 января 2025 года дебютировал в составе «Каролины» в матче против «Айлендерс» (2:3 ОТ). Сыграл за «Каролину» 13 матчей и набрал 6 очков (2+4).

#### Даллас Старз
7 марта 2025 года был обменян в «Даллас Старз» на Логана Стэнковена, два условных выбора в первых раундах драфтов 2026 и 2028 годов и два выбора в третьих раундах драфтов 2027 и 2028 годов. Сразу после обмена Рантанен подписал восьмилетний контракт с «Далласом» на сумму $96 млн.
1 мая набрал 4 очка (1+3) в шестом матче серии первого раунда Кубка Стэнли против «Колорадо Эвеланш» (4:7). 3 мая 2025 года в 3-м периоде седьмого матча серии против «Эвеланш» Рантанен оформил хет-трик и сделал одну результативную передачу, что позволило «Старз» отыграться со счёта 0:2, выиграть матч со счётом 4:2 и серию. 7 мая в первом матче второго раунда Кубка Стэнли сделал хет-трик во втором периоде в ворота «Виннипег Джетс», «Старз» победили 3:2. Таким образом, Рантанен поучаствовал во всех 11 голах «Старз» в последних трёх матчах — 7+4. Также Рантанен стал третьим хоккеистом в истории НХЛ, который сделал хет-трик в двух матчах Кубка Стэнли подряд, ранее это удавалось Дагу Бентли в 1944 году и Яри Курри в 1985 году.

### Международная
В составе молодёжной сборной Финляднии играл на МЧМ-2015 и МЧМ-2016, на котором стал чемпионом мира.
В составе сборной Финляндии играл на ЧМ-2016, ЧМ-2017, ЧМ-2018 и на ЧМ-2023, выиграв в составе «Суоми» в 2016 году серебряные медали.

## Статистика
| Легенда | Легенда                    | Легенда | Легенда                   | Легенда | Легенда    |
| ------- | -------------------------- | ------- | ------------------------- | ------- | ---------- |
| И       | Количество проведённых игр | Штр     | Штрафное время            | +/−     | Плюс-минус |
| Г       | Голы                       | П       | Голевые передачи          | О       | Очки       |
| -       | Статистика неизвестна      | —       | Статистика не учитывалась |         |            |